# Harrie Dewitte
Harrie Dewitte (2 juni 1948) is een arts en marxistisch politicus voor PVDA.

## Levensloop
Voor hij aan de slag ging als arts was hij een tijdlang werkzaam in de steenkoolmijn van Winterslag. Hij was de stichter (omstreeks 1975) van de groepspraktijk van Geneeskunde voor het Volk in de wijk Kolderbos te Genk, waar hij dertig jaar arts was.
In 2006 werd hij een eerste maal verkozen als gemeenteraadslid te Genk, bij de lokale verkiezingen van 2012 werd hij herkozen. Hij was onder andere actief rond de sluiting van Ford Genk. Tevens was hij in 2007 bij de federale verkiezingen lijsttrekker voor de Kamer van volksvertegenwoordigers in de kieskring Limburg.
Hij is de vader van Indra Dewitte.